# 天津增廿一
狐狸座26，又名BD+25 4299，HD 196362、SAO 88884、HR 7874，是狐狸座的一颗恒星，视星等为6.41，位于銀經68.13，銀緯-8.87，其B1900.0坐标为赤經20h 31m 51.1s，赤緯+25° -8.87′ 8″。